# Le Père Moustache
 (avril 2020).
Le Père Moustache (De snorrende snor en néerlandais) est le trente-huitième album de la série de bande dessinée de Bob et Bobette. Il porte le numéro 93 de la série actuelle et a été écrit par Willy Vandersteen et publié dans De Standaard et Het Nieuwsblad du 8 septembre 1956 au 17 janvier 1957.

## Synopsis
Le père Moustache est de retour. Le père de Sidonie vient donc chambouler le quotidien de nos amis quand un jour, un mystérieux robot qu'ils appelleront "La chose" s'invitera et fera des cadeaux. Elle prétend venir d'une autre planète et faire un tour de reconnaissance sur Terre, mais Barabas semble être impliqué. Après avoir créé une base dans le désert, il menace la planète sous l'identité d'un extraterrestre, réunissant les armées du monde entier en un seul clan, côte à côte, dans un contexte de guerre froide. Quel est donc son but ?

## Personnages
- Bob
- Bobette
- Sidonie
- Lambique
- Jérôme
- Barabas
- Le père Moustache (première apparition)
- La Chose
- Madame Durant

## Lieux
- Belgique
- Afrique
- Désert

## Autour de l'album
- Madame Durant, qui passe avec sa poussette, est dans la version originale Gaby Snoek, un personnage d'une autre série de bandes dessinées de Vandersteen, The Snoek family .
- Papy Moustache n'est revenu que beaucoup plus tard dans la série principale de Bob et Bobette, dans Détour vers le futur (2001) puis à nouveau dans Le Fil du Temps (2009) mais encore dans La Crosse enchantée (2009). Ces histoires ne sont plus écrites par Vandersteen, ni par son premier successeur, Paul Geerts .
- Vandersteen avait auparavant utilisé la menace d'une attaque extraterrestre qui se révèle être une farce à la fin de Les Martiens sont là.
- Cette histoire est également apparue dans la série de dessins animés réalisée par Atelier5 , bien qu'elle ait été légèrement modifiée à certains égards.
- Le robot revient dans L'imitateur irritant (2016)[2].

## Éditions
- De snorrende snor, 1956, Standaard : première édition en néerlandais
- Le père Moustache / De snorrende snor , 1969 Standaard : éditions en Français / Néerlandais